# Carl Enckell
Carl Johan Alexis Enckell  (7 juin 1876 à Saint-Pétersbourg - 26 mars 1959 à Helsinki) est un homme politique, officier et diplomate finlandais,.

## Carrière
La famille d'Enckell compte de nombreux officiers. Son père, est un général d'infanterie de l'Armée impériale russe et qui s'est installé en Finlande pour diriger l'école des cadets de Hamina lorsque son fils Carl Enckell avait sept ans.
En 1896, Carl Enckell obtient son premier diplôme d'officier, celui de l'école des cadets d'Hamina, puis il rejoint le régiment Izmaïlovski, connu pour être une unité d'élite, où il apprend à parler couramment le russe.
Cependant, il quitte la carrière d'officier après seulement trois ans et part pour étudier l'ingénierie à Dresde. 
Après avoir obtenu son diplôme, il retourne en Finlande et y travaille comme ingénieur en mécanique dans l'industrie du papier et du métal, et en 1911, il devient PDG de Kone- ja Siltarakennus (fi). 
Carl Enckell est rapidement élu vice-président de l' Association des employeurs de l'industrie métallurgique et de l'Association générale des employeurs , ainsi que du Conseil municipal d'Helsinki.
Après la révolution de février 1917, le russophone Enckell est nommé secrétaire d'État de la Finlande à Saint-Pétersbourg et il négocie l'indépendance de la Finlande à Saint-Pétersbourg en position de Ministre-Secrétaire d'État et de représentant du Sénat de Finlande.
Carll Enckell est nommé représentant diplomatique de la Finlande à Saint-Pétersbourg, mais les relations d'État entre la Finlande blanche et la Russie soviétique se sont rapidement rompues. 
Après que le Parlement de Finlande a adopté la loi Valtalaki (fi) qui transfère le pouvoir du Grand-Duché de Finlande au parlement, le conservateur Enckell fait pression sur les membres du gouvernement russe provisoire pour qu'ils dissolvent le Parlement finlandais afin de s'opposer à la loi. 
Il y réussit et en conséquence, il aura pendant longtemps une mauvaise réputation aux yeux de la gauche finlandaise .
Début novembre 1917, il fait la navette entre Helsinki et Saint-Pétersbourg pour l'élaboration de  la nouvelle constitution définissant les relations finlando-russes. 
Il a encore le temps de présenter la proposition du Comité Ståhlberg au gouvernement russe provisoire le 5 novembre, mais après être revenu à Saint-Pétersbourg le 7 novembre avec un projet de manifeste approuvé par les partis parlementaires finlandais, il comprend qu'une révolution a éclaté.
En novembre 1918, Carl Enckell devient le deuxième ministre des Affaires étrangères de la Finlande, et sa mission est maintenant de travailler avec le général Carl Gustaf Emil Mannerheim pour obtenir la reconnaissance de l'indépendance de la Finlande par les Alliés de la Première Guerre mondiale.
Carl Enckell a conduit la délégation finlandaise à la Conférence de la paix de Paris en 1919 et à la Société des Nations pendant sa discussion sur la Crise des îles Åland. 
La tactique de Carl Enckell était de retarder la décision jusqu'à ce que les grandes puissances se désintéressent du problème des droits des nationalités minoritaires. 
La tactique a fonctionné et il a été décidé de laisser Åland à la Finlande en 1921.
Dans le pays nouvellement indépendant, Carl Enckell fait partie des rares personnes ayant une certaine expérience des relations diplomatiques et c'est pourquoi la jeune nation a eu recours à lui si souvent au début. 
Carl Enckell représente la Finlande nouvellement indépendante à la Société des Nations.
Carl Enckell est ministre des Affaires étrangères des gouvernements Ingman I, Kaarlo Castrén, Cajander I, Cajander II, Hackzell, Urho Castrén, Paasikivi II, Paasikivi III, Pekkala et Fagerholm I en 1918-1919, 1922, 1924 et de 1944 à 1950.
Carl Enckell est ambassadeur de Finlande à Paris de 1919 à 1927, puis il a une carrière de banquier. 
En 1944, il revient à la diplomatie, est vice-président de la délégation finlandaise pour la paix et le 10 février 1947 il signe le Traité de Paris au nom de la Finlande .

## Distinctions
- Grand-croix de l'ordre du Faucon
- Grand officier de la Légion d'honneur
- Grand-croix de l'ordre de Dannebrog
- Commandeur grand-croix de l'ordre de Vasa